# Aedes surcoufi
Aedes surcoufi är en tvåvingeart som beskrevs av Theobald 1912. Aedes surcoufi ingår i släktet Aedes och familjen stickmyggor.
Artens utbredningsområde är Frankrike. Inga underarter finns listade i Catalogue of Life.